# 阿尔芒蒂耶尔站
阿尔芒蒂耶尔站是法国的一个铁路车站，位于法国北部城市阿尔芒蒂耶尔。

## 位置
阿尔芒蒂耶尔站位于阿尔芒蒂耶尔市区的南部。车站大致呈东西走向，正门开口朝北，面向阿尔芒蒂耶尔市区。

## 停靠线路
以下列车线路在阿尔芒蒂耶尔站停靠：
| 阿尔芒蒂耶尔站列车线路表      |                     |             |                                 |              |
| 线路                          | 车种                | 上一站      | 下一站                          | 大致运行频率 |
| 里尔—阿兹布鲁克/加来/敦刻尔克 | TER Hauts-de-France | 里尔/佩朗希 | 涅普/斯滕韦克/拜约勒/阿兹布鲁克 | 每天20趟左右 |
| 里尔—阿尔芒蒂耶尔             | TER Hauts-de-France | 佩朗希      | （终点）                        | 每天7趟左右  |
| 1.                            |                     |             |                                 |              |

## 配套交通

### 长途客车
| 停靠阿尔芒蒂耶尔站的长途客车 |                            | |
| 上下车地点                   | 运营单位                   | 主要目的地 |
| 阿尔芒蒂耶尔站 正门东侧      | 诺尔省城际客运 Arc en Ciel | 108 涅普 · 斯滕韦克（北部） · 圣让卡佩勒 · 贝尔滕 · 博舍普 109 涅普 · 梅泰朗 · 弗莱特尔 · 卡埃斯特尔 · 埃克 · 斯滕福德 111 埃尔基盖姆利斯 · 利斯河畔萨伊 · 拉戈尔格 · 埃斯泰尔 · 新贝尔坎 · 梅尔维勒 113 涅普 · 斯滕韦克（南部） · 埃斯泰尔 · 新贝尔坎 · 梅尔维勒 236 拉丹冈昂韦普 · 博康利尼 · 富尔讷昂韦普 · 拉巴塞 |
| 阿尔芒蒂耶尔站 正门东侧      | SNCF                       | 当某条铁路线施工或罢工时，SNCF可能会提供途径该线路沿途站点的大巴车 |
| 1. 2. 3.                     |                            | |

### 城市公共交通
| 阿尔芒蒂耶尔站附近的市内公共交通线路 |                         | |
| 公交车站名称                         | 位置                    | 停靠线路 |
| 阿尔芒蒂耶尔火车站                   | 阿尔芒蒂耶尔站 正门东侧 | 79 阿尔芒蒂耶尔-比泽 ↔ 洛姆-圣菲利贝尔 80 埃尔基盖姆利斯-穆兰路 ↔ 洛姆-圣菲利贝尔 81 阿尔芒蒂耶尔-火车站 ↔ 德勒河畔凯努瓦-白门 82 阿尔芒蒂耶尔-共和 ↔ 图尔宽-新城桥 CITA 阿尔芒蒂耶尔-抵抗 ↔ 阿尔芒蒂耶尔-比泽 / 居斯塔夫·德龙 Flexo 洛姆-圣菲利贝尔 ↔ 阿尔芒蒂耶尔 |
| 1. 2. 3.                             |                         | |

## 临近车站
| 阿尔芒蒂耶尔站（Gare d'Armentières） |                                    |                |
| 上行车站                             | 线路                               | 下行车站       |
| 佩朗希站 7.2km ←                     | 里尔－加来铁路                     | 涅普站 → 3.9km |
| （起点）                             | 阿尔芒蒂耶尔－阿尔克铁路（仅货运） | （货运铁路）   |
| - 本表仅显示运营中的线路及车站       |                                    |                |